# 貴島桃隆
貴島 桃隆（きじま とうりゅう、別名：喜島 登竜、1901年 - 没年不明）は、昭和時代の右翼（国際日本党総裁）、政治ゴロ、政治運動家（都政調査会会長）、総会屋（国際経済研究所所長）。　

## 主な選挙歴
国政選挙
| 年     | 選挙         | 選挙区        | 政党   | 得票  | 得票率 | 順位  | 備考             |
| ------ | ------------ | ------------- | ------ | ----- | ------ | ----- | ---------------- |
| 1958年 | 第28回衆院選 | 旧東京都第1区 | 無所属 | 701   | 0.001% | 13/13 | 「喜島登竜」名義 |
| 1960年 | 第29回衆院選 | 旧東京都第3区 | 無所属 | 663   | 0.002% | 8/12  |                  |
| 1962年 | 第6回参院選  | 東京都選挙区  | 無所属 | 8,045 | 0.006% | 16/24 |                  |
| 1963年 | 第30回衆院選 | 旧東京都第3区 | 無所属 | 844   | 0.002% | 7/14  |                  |

首長選挙
| 年     | 選挙         | 政党       | 得票   | 得票率 | 順位  | 備考 |
| ------ | ------------ | ---------- | ------ | ------ | ----- | ---- |
| 1947年 | 東京都長官選 | 国際日本党 | 4,601  | 0.02%  | 8/8   |      |
| 1951年 | 東京都知事選 | 無所属     | 8,574  | 0.01%  | 6/6   |      |
| 1955年 | 東京都知事選 | 都政調査会 | 14,477 | 0.01%  | 5/6   |      |
| 1959年 | 東京都知事選 | 無所属     | 8,574  | 0.01%  | 6/9   |      |
| 1963年 | 東京都知事選 | 無所属     | 6,048  | 0.01%  | 10/13 |      |

## 主著
- 『崩壊せんとする米国の財界』2版. - 経済タイムス社, 1931年
- 『犬養景気はどうなる?』- 経済タイムス社, 1932年
- 『不動産金融の知識』- 国際経済新報社, 1932年
- 『軍縮比率の崩壊』- 登竜閣, 1934年
- 『世界の観た満洲国』- 登竜閣,  1934年
- 『世界の観た満洲国』（改訂版）- 国際経済研究所, 1934年
- 『通商非常時の解剖』50版 - 国際経済研究所, 1934年
- 『日米協和外交とは?』-- 国際経済研究所, 1934年
- 『広田外交の対外反響』50版 - 国際経済研究所, 1934年
- 『歴代国務大臣演説集』（第1-3編）- 国際経済研究所, 1934年
- 『外交知識』- 国際経済研究所, 1935年
- 『歴代外務大臣演説集』全3巻 - 国際経済研究所, 1935年
- 『米国は日本の敵か味方か?』- 国際経済研究所, 1937年
- 『藤原銀次郎論』- 国際経済研究所, 1937年
- 『紙業国営論の提唱』- 国際経済研究所, 1937年
- 『歴代国務大臣演説集』- 登竜閣, 1937年
- 『大学を解剖する』（共著）- 早稲田新聞社,  1938年
- 『国民皆軍部』- 国際経済研究所出版部, 1938年

## 逸話
三島由紀夫 の『不道徳教育講座』の一節「公約は履行するなかれ」で貴島と小長井一の選挙公報が名指しで紹介されていて「当選の可能性が遠のくほど、公約も空想的夢幻的神秘的になって行きます・・・・・政治と理想主義との、昔ながらの反比例の関係が、こんなとこにもよく現れていると思います」としつつ、現実的な公約なら本当に実現出来るのだろうか？と皮肉っている。なお、この時の選挙は1959年の東京都知事選。